# Thierville-sur-Meuse
Thierville-sur-Meuse ist eine französische Gemeinde mit 3168 Einwohnern (Stand: 1. Januar 2022) im Département Meuse in der Region Grand Est (bis 2015 Lothringen). Sie gehört zum Arrondissement Verdun und zum Kanton Belleville-sur-Meuse. Die Einwohner werden Thiervillois(es) genannt.

## Geografie
Thierville-sur-Meuse ist eine banlieue im Nordwesten von Verdun an der Maas (französisch: Meuse). Umgeben wird Thierville-sur-Meuse von den Nachbargemeinden Charny-sur-Meuse im Norden, Bras-sur-Meuse im Nordosten, Belleville-sur-Meuse im Osten, Verdun im Südosten und Süden, Dugny-sur-Meuse im Südwesten sowie Fromeréville-les-Vallons im Westen.

## Geschichte
In Thierville-sur-Meuse ist das 1er régiment de chasseurs stationiert.

### Bevölkerungsentwicklung
| Jahr      | 1962 | 1968 | 1975 | 1982 | 1990 | 1999 | 2006 | 2011 | 2019 |
| Einwohner | 2274 | 2456 | 2158 | 2699 | 2795 | 2748 | 3192 | 3041 | 3165 |

## Sehenswürdigkeiten

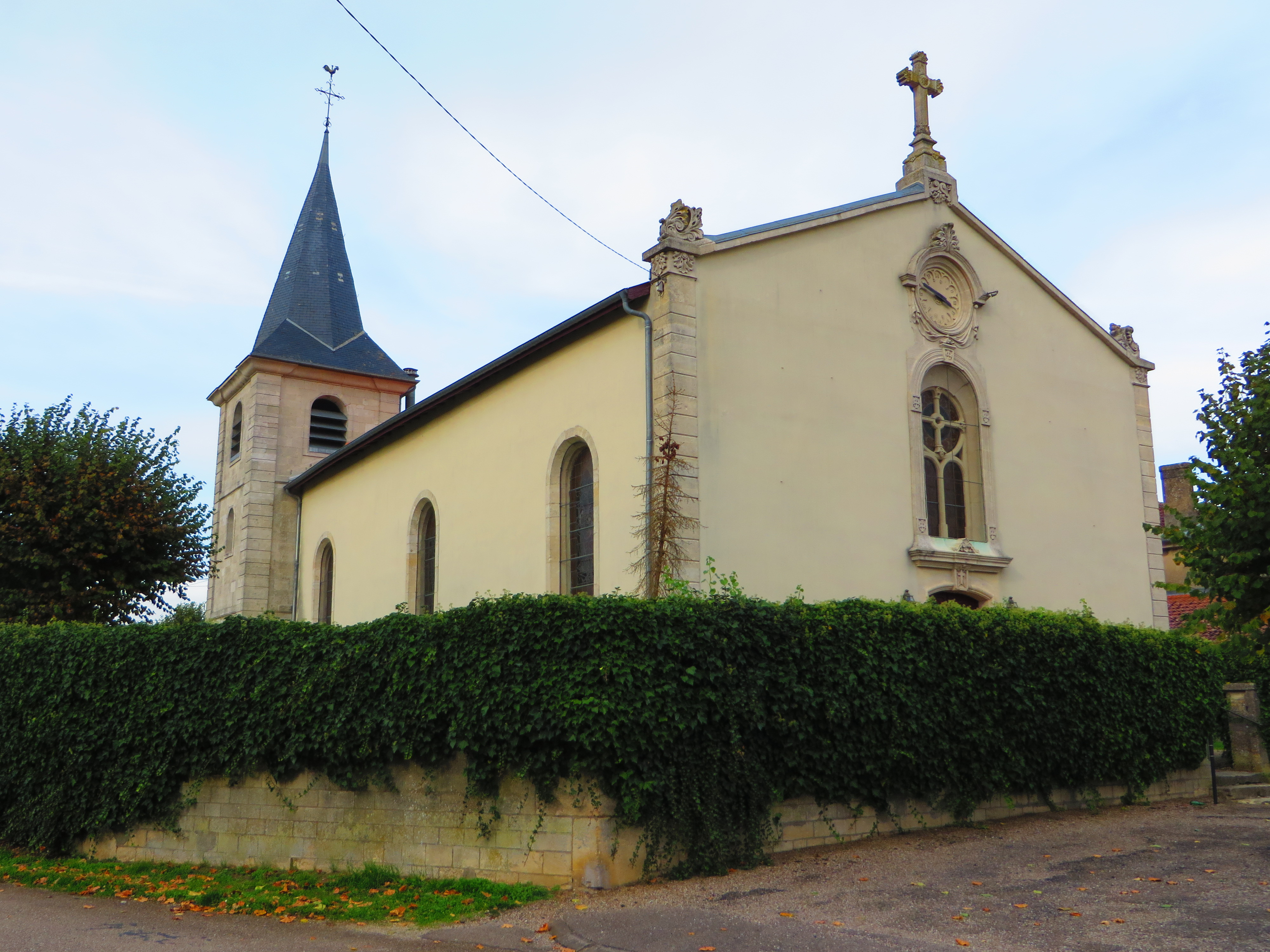
Kirche Saint-Brice

- Kirche Saint-Brice
- Oratorium

## Gemeindepartnerschaft
Mit der deutschen Gemeinde Oberndorf am Neckar in Baden-Württemberg besteht eine Partnerschaft.